# Sempy
Sempy est une commune française située dans le département du Pas-de-Calais en région Hauts-de-France. Ses habitants sont appelés les Sempyens. La commune est membre de la communauté de communes des 7 Vallées.

## Géographie

### Localisation
Localisée dans le sud-ouest du département du Pas-de-Calais, Sempy est une commune drainée par le Bras de Bronne et située, à vol d'oiseau, à 9 km au nord-est de la commune de Montreuil-sur-Mer (chef-lieu d'arrondissement).
Le territoire de la commune est limitrophe de ceux de cinq communes.
Les communes limitrophes sont Clenleu, Aix-en-Issart, Alette, Humbert et Saint-Denœux.

### Géologie et relief
La superficie de la commune est de 8 km2 ; son altitude varie de 29  à   130 mètres.

### Hydrographie
La commune, située dans le bassin Artois-Picardie, est, selon le Service d'administration nationale des données et référentiels sur l'eau (Sandre), drainée par trois cours d'eau :
- le Bras de Bronne, un cours d'eau naturel non navigable de 10,83 km qui prend sa source dans la commune et se jette dans La Canche au niveau de la commune de Brimeux[4] ;
- le Bout de Haut, d'une longueur de 3,08 km qui prend sa source dans la commune de Bimont et termine sa course au niveau de la commune[5] ;
- le Humbert, cours d'eau naturel d'une longueur de 2,31 km, qui se jette dans le Bout du Haut au niveau de la commune après avoir pris sa source dans la commune de Bimont[6].

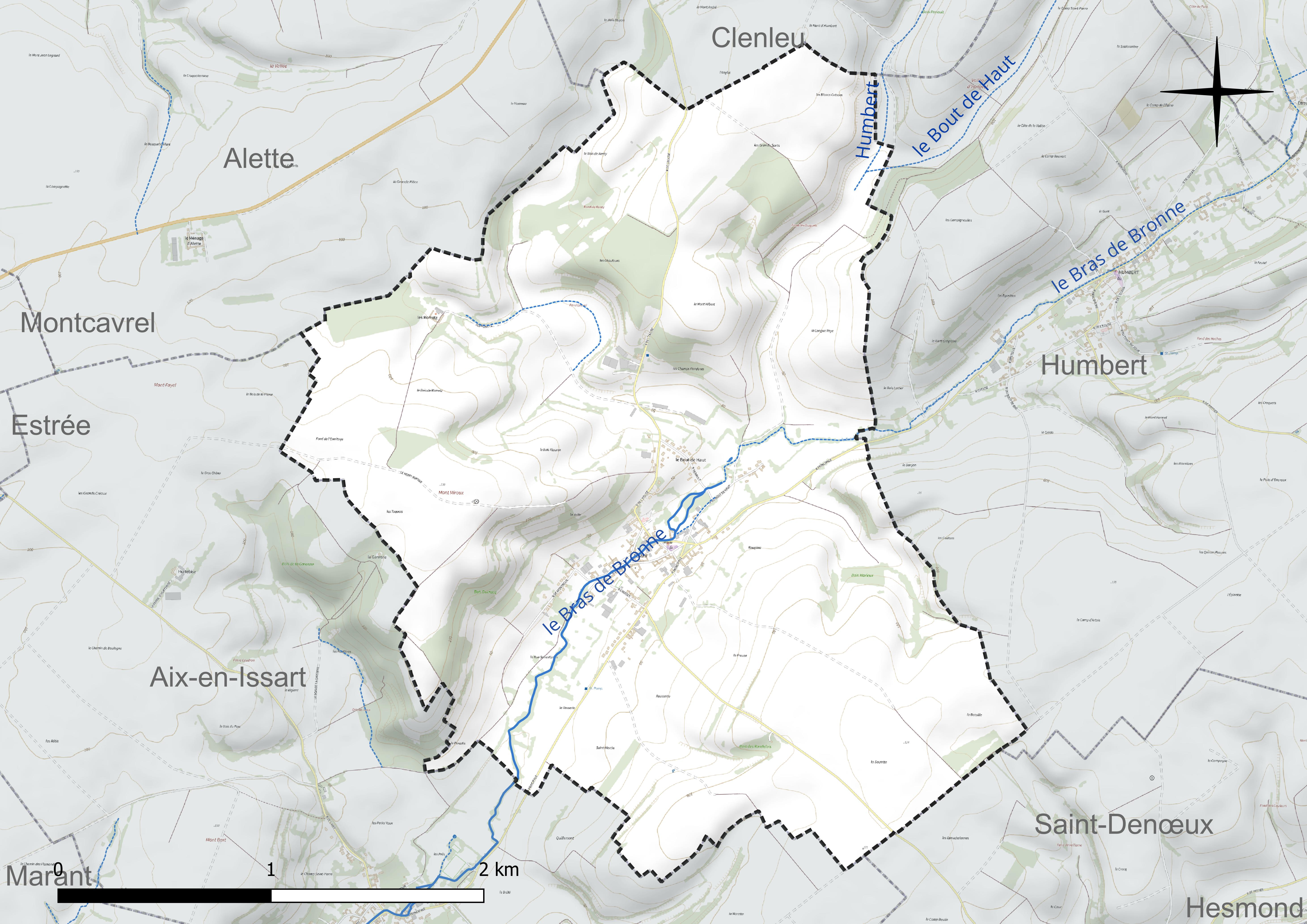
Réseau hydrographique de Sempy.

### Paysages
Pour un article plus général, voir Paysage en France.
La commune est située dans le « paysage montreuillois » tel que défini dans l’atlas des paysages de la région Nord-Pas-de-Calais, conçu par la direction régionale de l'Environnement, de l'Aménagement et du Logement (DREAL),. Ce paysage, qui concerne 98 communes, se délimite : à l’Ouest par des falaises qui, avec le recul de la mer, ont donné naissance aux bas-champs ourlées de dunes ; au Nord par la boutonnière du Boulonnais ; au sud par le vaste plateau formé par la vallée de l’Authie, et à l’Est par les paysages du Ternois et de Haut-Artois. Ce paysage régional, avec, dans son axe central, la vallée de la Canche et ses nombreux affluents comme la Course, la Créquoise, la Planquette…, offre une alternance de vallées et de plateaux, appelée « ondulations montreuilloises ». Dans ce paysage, et plus particulièrement sur les plateaux, on cultive la betterave sucrière, le blé et le maïs, et les plateaux entre la Ternoise et la Créquoise sont couverts de vastes massifs forestiers comme la forêt d'Hesdin, les bois de Fressin, Sains-lès-Fressin, Créquy….

### Climat
Pour des articles plus généraux, voir Climat des Hauts-de-France et Climat du Nord-Pas-de-Calais.
En 2010, le climat de la commune est de type climat océanique franc, selon une étude du CNRS s'appuyant sur une série de données couvrant la période 1971-2000. En 2020, Météo-France publie une typologie des climats de la France métropolitaine dans laquelle la commune est exposée à un climat océanique et est dans la région climatique Côtes de la Manche orientale, caractérisée par un faible ensoleillement (1 550 h/an) ; forte humidité de l’air (plus de 20 h/jour avec humidité relative > 80 % en hiver), vents forts fréquents.
Pour la période 1971-2000, la température annuelle moyenne est de 10,5 °C, avec une amplitude thermique annuelle de 12,8 °C. Le cumul annuel moyen de précipitations est de 953 mm, avec 13,3 jours de précipitations en janvier et 8,5 jours en juillet. Pour la période 1991-2020, la température moyenne annuelle observée sur la station météorologique la plus proche, située sur la commune de Radinghem à 18 km à vol d'oiseau, est de 10,5 °C et le cumul annuel moyen de précipitations est de 1 038,1 mm,. Pour l'avenir, les paramètres climatiques de la commune estimés pour 2050 selon différents scénarios d'émission de gaz à effet de serre sont consultables sur un site dédié publié par Météo-France en novembre 2022.

## Urbanisme

### Typologie
Au 1er janvier 2024, Sempy est catégorisée commune rurale à habitat dispersé, selon la nouvelle grille communale de densité à sept niveaux définie par l'Insee en 2022.
Elle est située hors unité urbaine et hors attraction des villes,.

### Occupation des sols
L'occupation des sols de la commune, telle qu'elle ressort de la base de données européenne d’occupation biophysique des sols Corine Land Cover (CLC), est marquée par l'importance des territoires agricoles (95,7 % en 2018), une proportion identique à celle de 1990 (95,7 %). La répartition détaillée en 2018 est la suivante : 
terres arables (59 %), prairies (32,5 %), zones agricoles hétérogènes (4,2 %), zones urbanisées (3,6 %), forêts (0,7 %). L'évolution de l’occupation des sols de la commune et de ses infrastructures peut être observée sur les différentes représentations cartographiques du territoire : la carte de Cassini (XVIIIe siècle), la carte d'état-major (1820-1866) et les cartes ou photos aériennes de l'IGN pour la période actuelle (1950 à aujourd'hui).

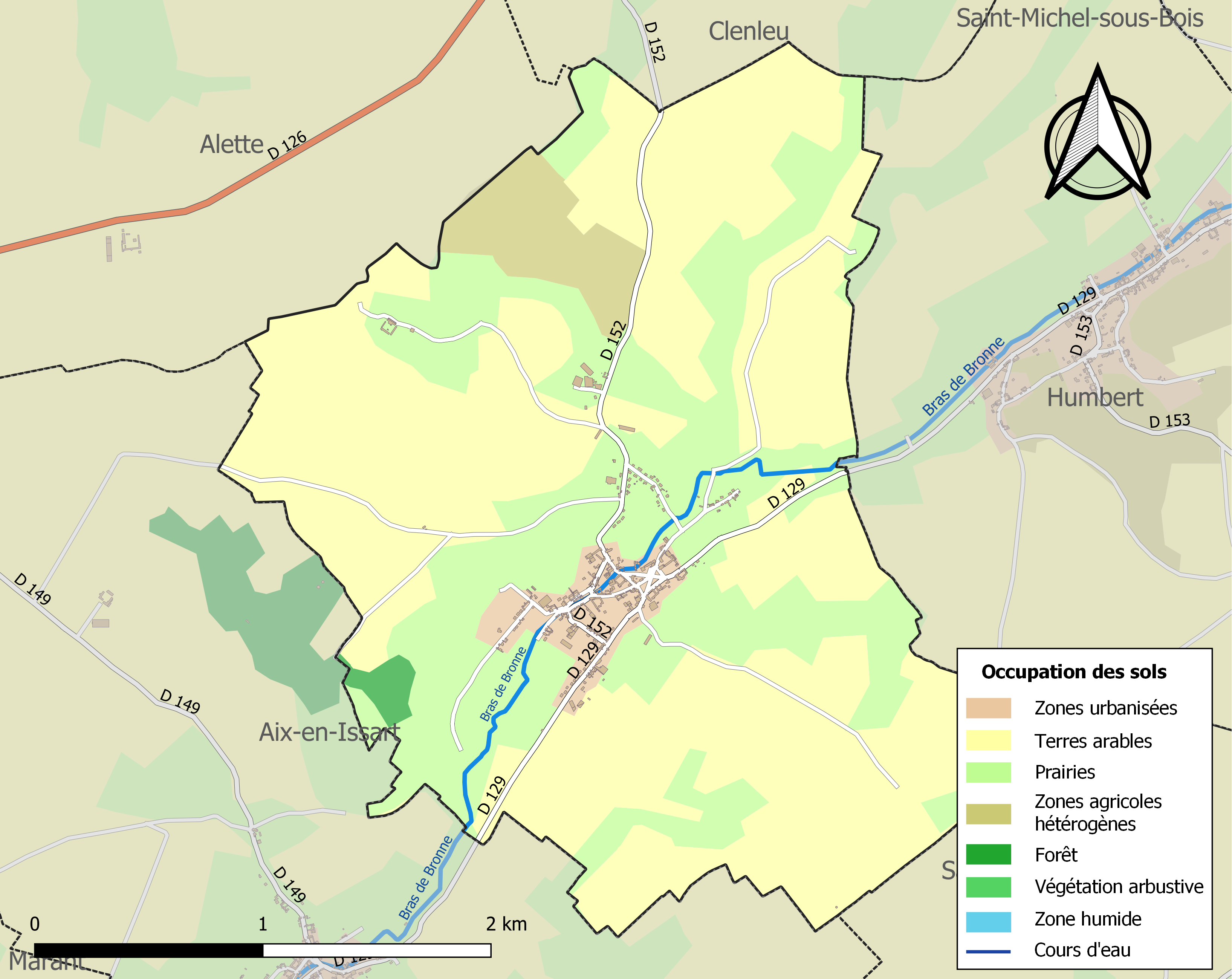
Carte des infrastructures et de l'occupation des sols de la commune en 2018 (CLC).

## Toponymie
Le nom de la localité est attesté sous les formes Simpiacus (857), Cenpi (1201), Senpi (1311), Saintpi (1347), Sempii (XIVe siècle), Saint-Py (1415), Sempi (1425), Sempy (1438), Sanpy-en-Boulonnois (1567), Saint-Pis (1782), Sempy (1789), Sempy (depuis 1793 et 1801).

## Histoire
Colinet de Sempy combat et trouve la mort à la bataille d'Azincourt en 1415.
Sur la commune, à la ferme de Rometz, se trouve un camp d'entrainement de l'Armée de terre. Ce terrain militaire, d’environ 80 ha, est utilisé depuis les années 1970.

## Politique et administration

### Découpage territorial
La commune se trouve dans l'arrondissement de Montreuil du département du Pas-de-Calais.

#### Commune et intercommunalités
La commune a fait partie, de 1996 à 2013, de la communauté de communes du val de Canche et d'Authie et, depuis le 1er janvier 2014, elle fait partie de la communauté de communes des 7 Vallées (7 Vallées comm) dont le siège est basé à Hesdin. Cette communauté de communes regroupant 66 communes et totalisant 29 425 habitants en 2022

#### Circonscriptions administratives
La commune faisait partie du canton de Campagne-lès-Hesdin, depuis la loi du 22 décembre 1789 reprise par la constitution de 1791, qui divise le royaume (la République en septembre 1792), en communes, cantons, districts et départements.
Dans le cadre du redécoupage cantonal de 2014 en France, elle est maintenant rattachée, ainsi que toutes les communes de l'ancien canton de Campagne-lès-Hesdin, au canton d'Auxi-le-Château qui passe de 26 à 84 communes.

#### Circonscriptions électorales
Pour l'élection des députés, la commune fait partie, depuis 1986, de la quatrième circonscription du Pas-de-Calais.

### Élections municipales et communautaires

#### Liste des maires
| Période        | Période                    | Identité                        | Étiquette | Qualité                                                                 |
| -------------- | -------------------------- | ------------------------------- | --------- | ----------------------------------------------------------------------- |
| 1800           | 1806                       | Louis Dufourny                  |           |                                                                         |
| 1806           | 1832                       | Jacques Antoine Honoré Dufourny |           |                                                                         |
| 1832           | 1857                       | Alexandre Delienne              |           |                                                                         |
| 1857           | 1867                       | François Gallet                 |           |                                                                         |
| 1867           | 1880                       | Jules Delienne                  |           |                                                                         |
| 1880           | 1908                       | Jean-Baptiste Tirmarche         |           |                                                                         |
| 1908           | 1947                       | Ovide Ducrocq                   |           | Cultivateur                                                             |
| 1947           | 1977                       | Félix Fauchatre                 |           |                                                                         |
| 1977           | 1995                       | Serge Vasseur                   |           |                                                                         |
| 1995           | 2001                       | Georges Cornuel                 |           |                                                                         |
| mars 2001      | septembre 2011             | Isabelle Caron                  |           | Préparatrice en pharmacie Démissionnaire                                |
| septembre 2011 | 2020                       | Philippe Bataille               | SE        | Chef de production au collège de Fruges Réélu pour le mandat 2014-2020, |
| 3 juillet 2020 | En cours (au 7 avril 2022) | Pascal Widehem                  | SE        | Ancien agriculteur,                                                     |

## Population et société

### Démographie
Les habitants sont appelés les Sempyens.

#### Évolution démographique
L'évolution du nombre d'habitants est connue à travers les recensements de la population effectués dans la commune depuis 1793. Pour les communes de moins de 10 000 habitants, une enquête de recensement portant sur toute la population est réalisée tous les cinq ans, les populations de référence des années intermédiaires étant quant à elles estimées par interpolation ou extrapolation. Pour la commune, le premier recensement exhaustif entrant dans le cadre du nouveau dispositif a été réalisé en 2004.

En 2022, la commune comptait 326 habitants, en évolution de −0,91 % par rapport à 2016 (Pas-de-Calais : −0,72 %, France hors Mayotte : +2,11 %).
| 1793 | 1800 | 1806 | 1821 | 1831 | 1836 | 1841 | 1846 | 1851 |
| ---- | ---- | ---- | ---- | ---- | ---- | ---- | ---- | ---- |
| 264  | 387  | 454  | 506  | 499  | 437  | 435  | 393  | 387  |

| 1856 | 1861 | 1866 | 1872 | 1876 | 1881 | 1886 | 1891 | 1896 |
| ---- | ---- | ---- | ---- | ---- | ---- | ---- | ---- | ---- |
| 361  | 386  | 395  | 385  | 364  | 352  | 325  | 301  | 302  |

| 1901 | 1906 | 1911 | 1921 | 1926 | 1931 | 1936 | 1946 | 1954 |
| ---- | ---- | ---- | ---- | ---- | ---- | ---- | ---- | ---- |
| 291  | 303  | 247  | 278  | 269  | 247  | 245  | 249  | 287  |

| 1962 | 1968 | 1975 | 1982 | 1990 | 1999 | 2004 | 2006 | 2009 |
| ---- | ---- | ---- | ---- | ---- | ---- | ---- | ---- | ---- |
| 252  | 238  | 229  | 210  | 176  | 176  | 222  | 235  | 291  |

| 2014 | 2019 | 2022 | - | - | - | - | - | - |
| ---- | ---- | ---- | - | - | - | - | - | - |
| 321  | 317  | 326  | - | - | - | - | - | - |

#### Pyramide des âges
La population de la commune est relativement jeune.
En 2018, le taux de personnes d'un âge inférieur à 30 ans s'élève à 39,5 %, soit au-dessus de la moyenne départementale (36,7 %). À l'inverse, le taux de personnes d'âge supérieur à 60 ans est de 23,4 % la même année, alors qu'il est de 24,9 % au niveau départemental.
En 2018, la commune comptait 164 hommes pour 157 femmes, soit un taux de 51,09 % d'hommes, largement supérieur au taux départemental (48,50 %).
Les pyramides des âges de la commune et du département s'établissent comme suit.
| Hommes | Classe d’âge | Femmes |
| ------ | ------------ | ------ |
| 1,2    | 90 ou +      | 1,3    |
| 8,6    | 75-89 ans    | 7,7    |
| 11,1   | 60-74 ans    | 16,8   |
| 14,2   | 45-59 ans    | 12,3   |
| 25,3   | 30-44 ans    | 22,6   |
| 18,5   | 15-29 ans    | 16,1   |
| 21,0   | 0-14 ans     | 23,2   |

| Hommes | Classe d’âge | Femmes |
| ------ | ------------ | ------ |
| 0,5    | 90 ou +      | 1,6    |
| 5,6    | 75-89 ans    | 8,9    |
| 16,7   | 60-74 ans    | 18,1   |
| 20,2   | 45-59 ans    | 19,2   |
| 18,9   | 30-44 ans    | 18,1   |
| 18,2   | 15-29 ans    | 16,2   |
| 19,9   | 0-14 ans     | 17,9   |

### Sports et loisirs
- Club de football : l'Association sportive de Sempy (ASS), tournoi le lundi de Pentecôte.
- Membre de l'association du Bras de Bronne organisant un festival annuel la semaine précédant le 14 juillet.

## Culture locale et patrimoine

### Lieux et monuments
- L'église Saint-Firmin présentant un cadran solaire.

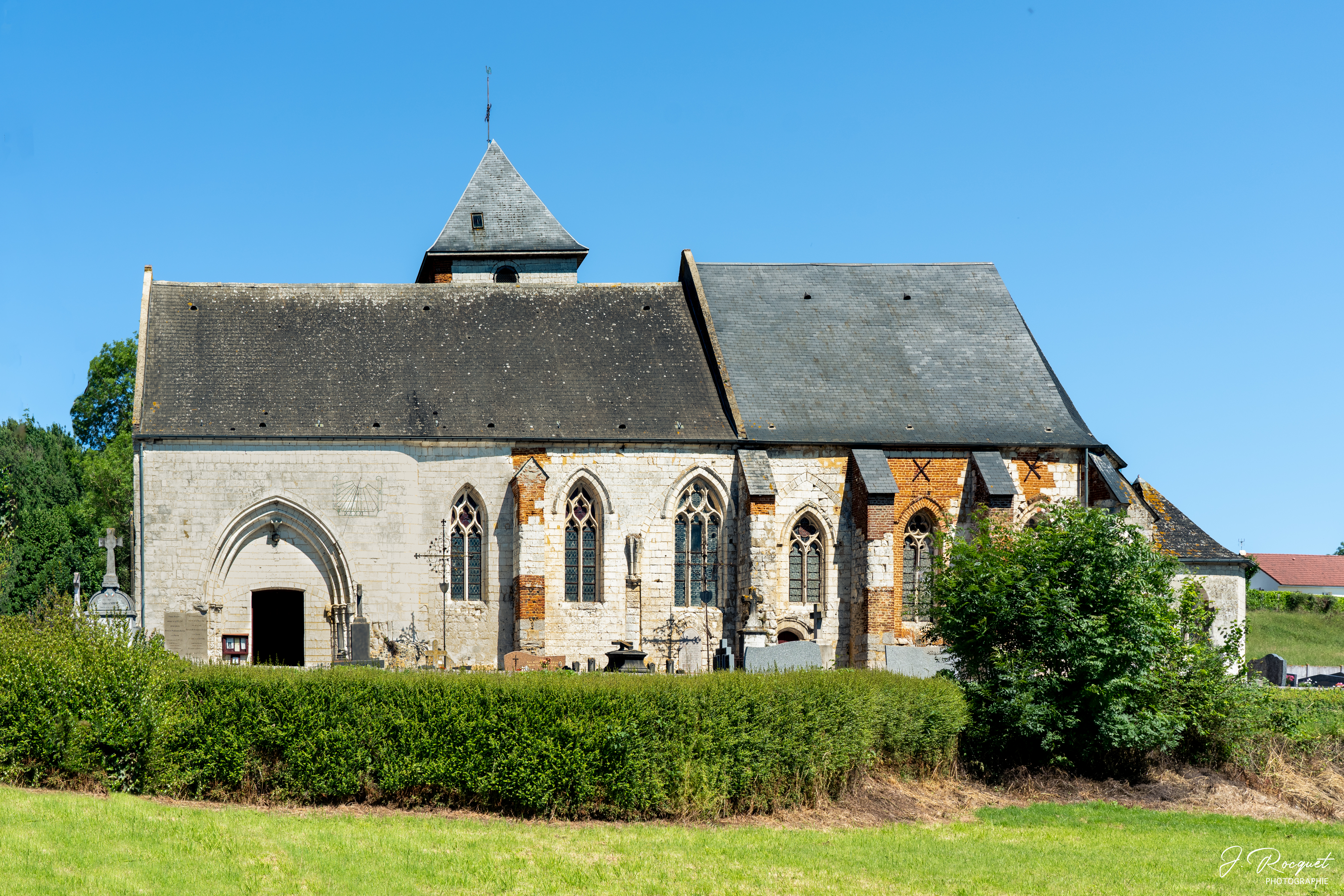
Face sud.
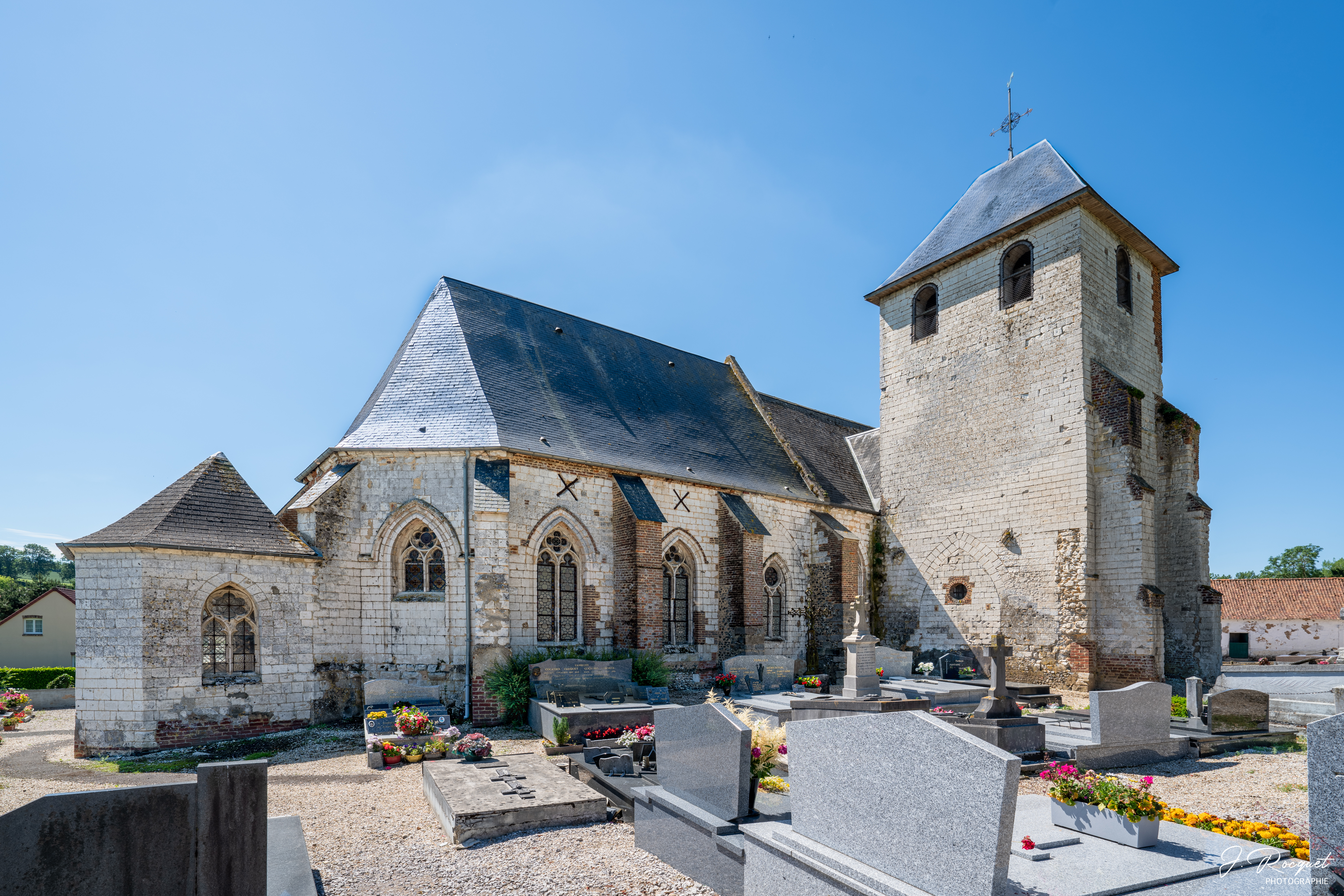
Chœur et clocher.
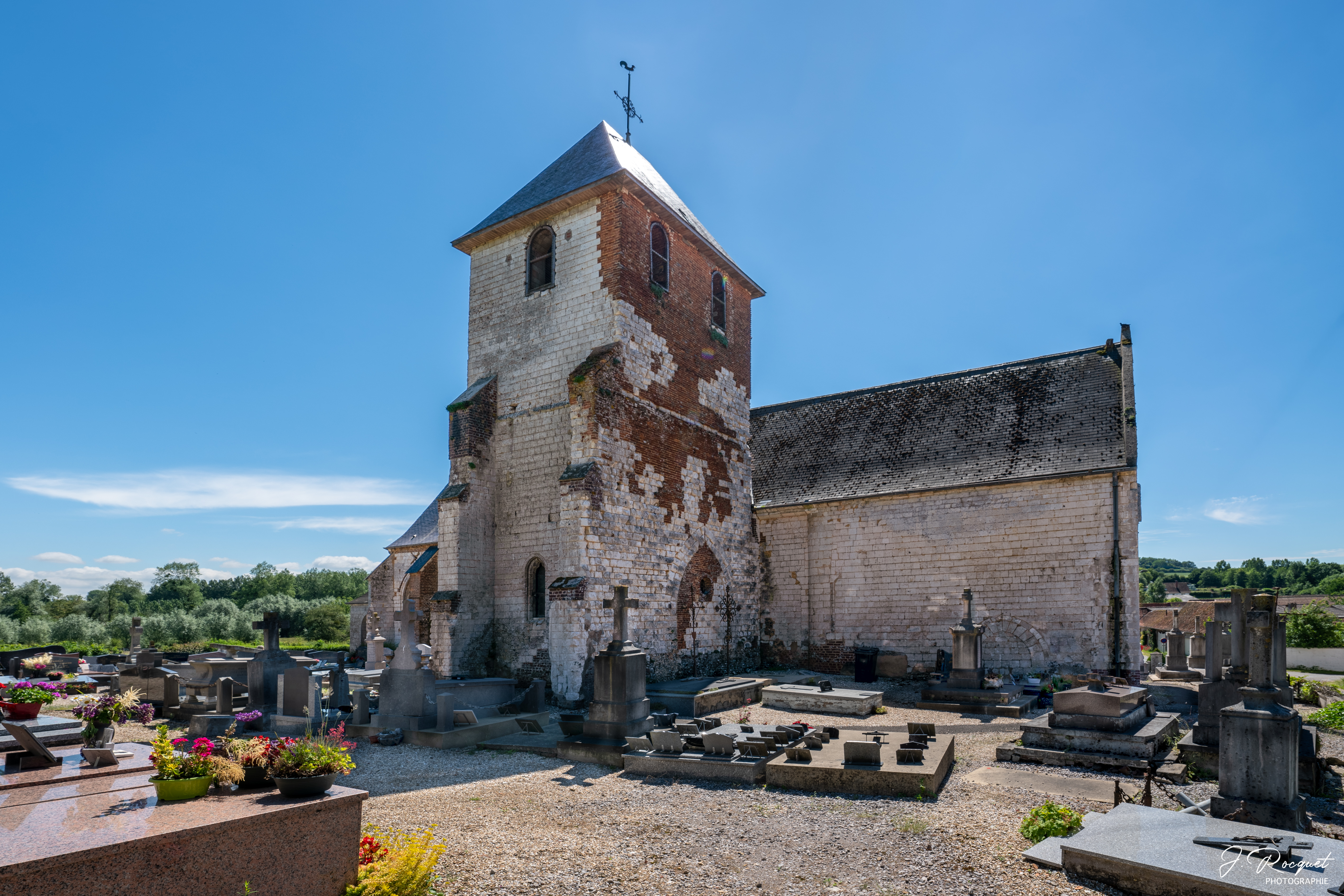
Face nord et clocher.
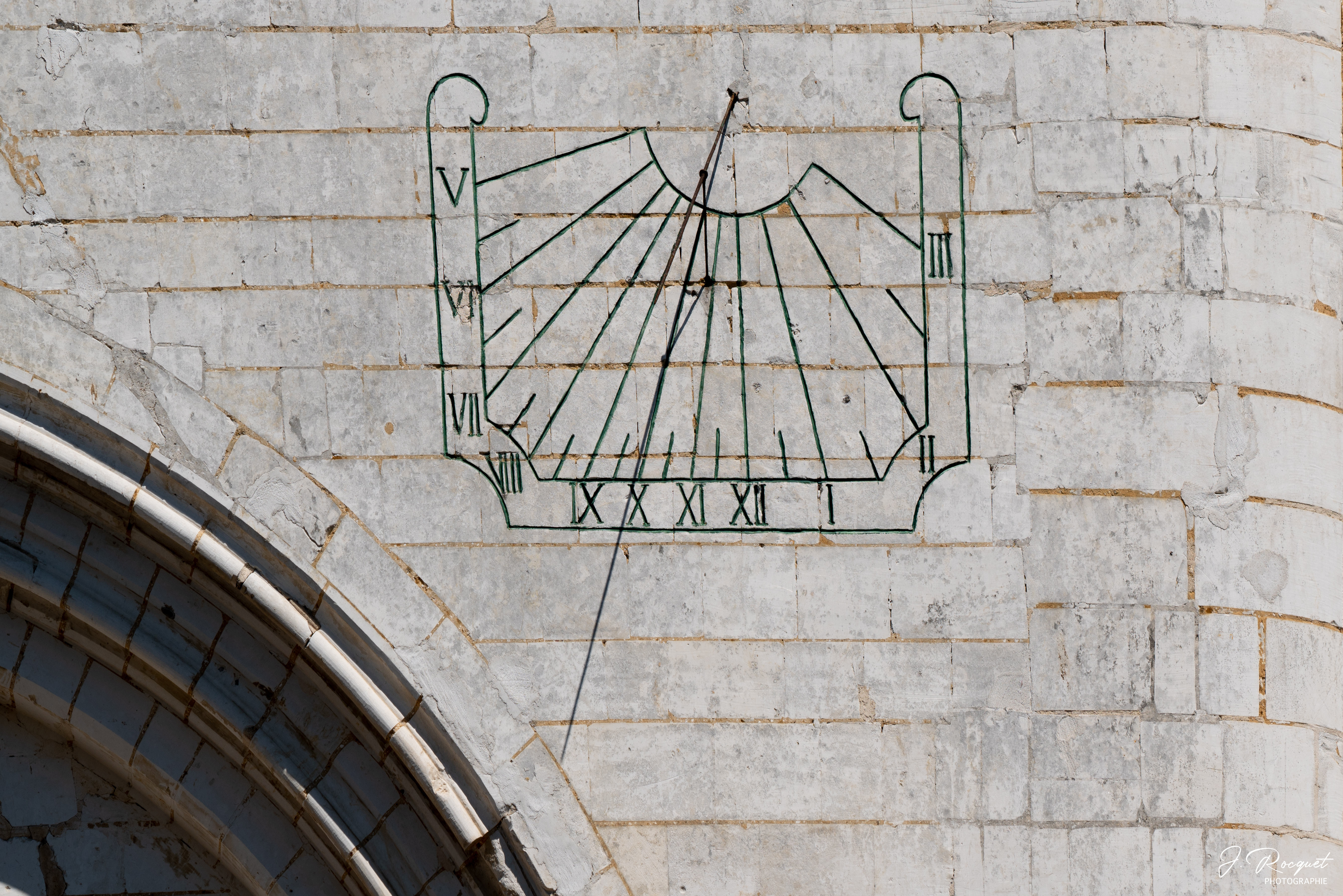
Cadran solaire à l'entrée.

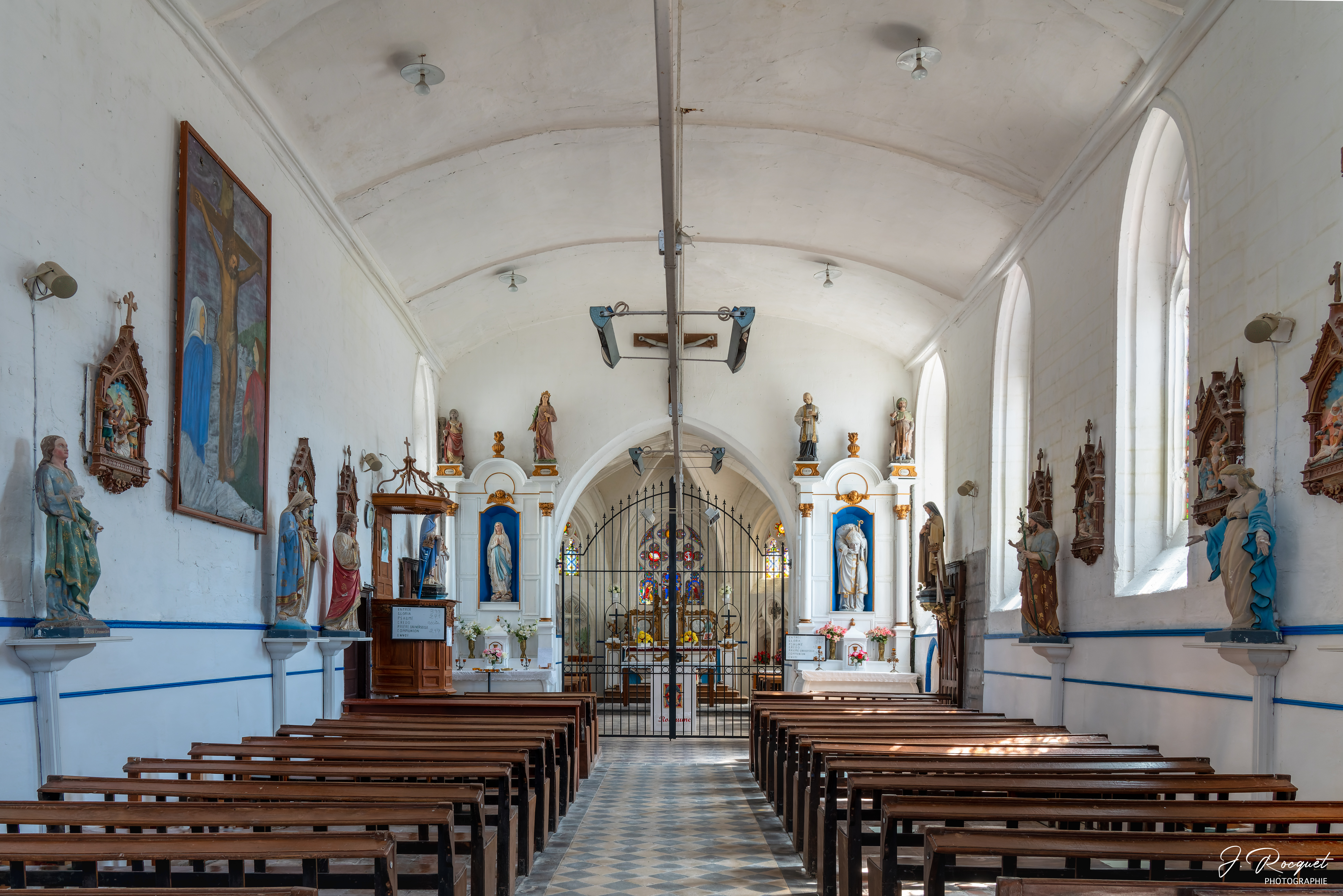
La nef et le chœur.
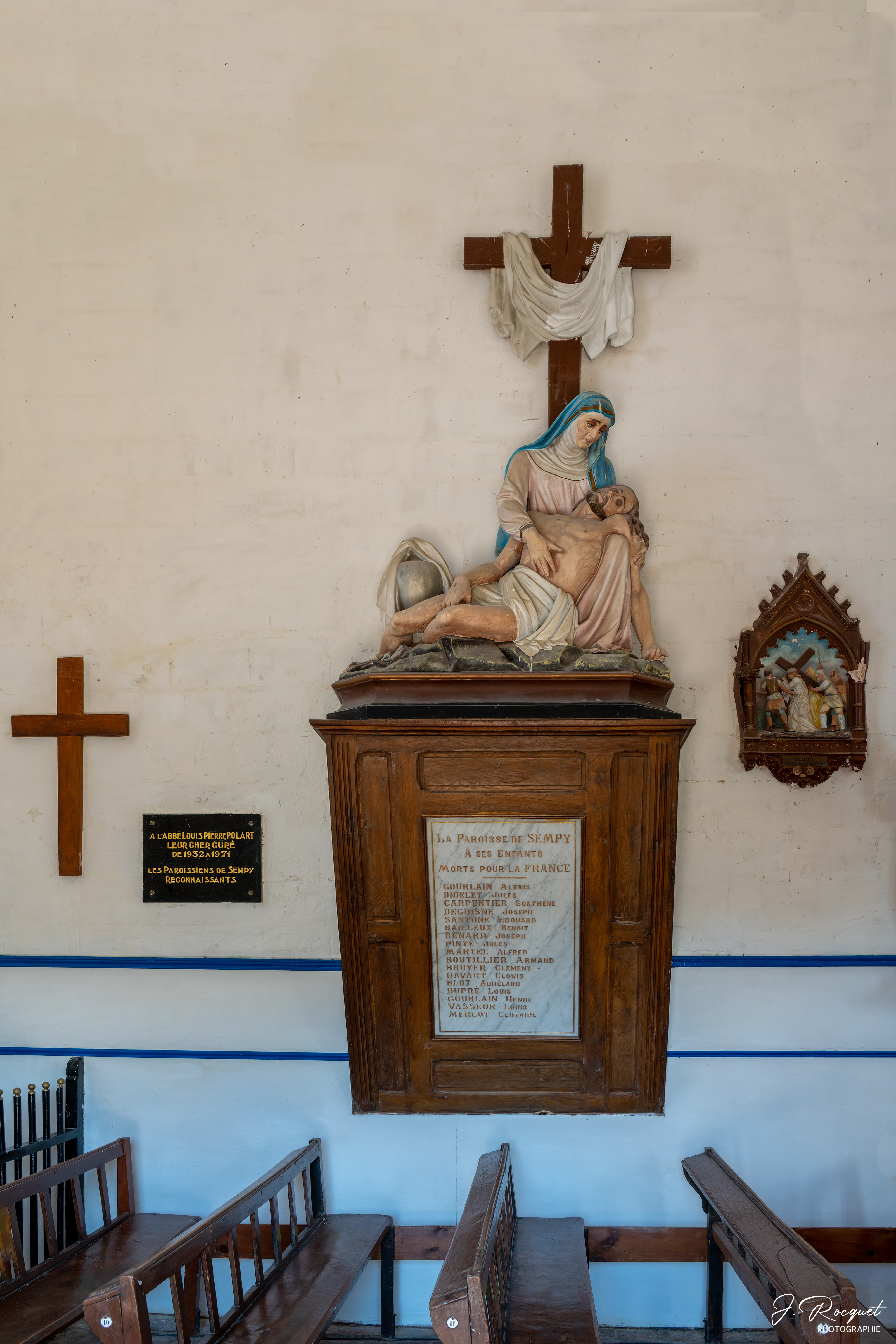
Une pietà dans la nef[37].
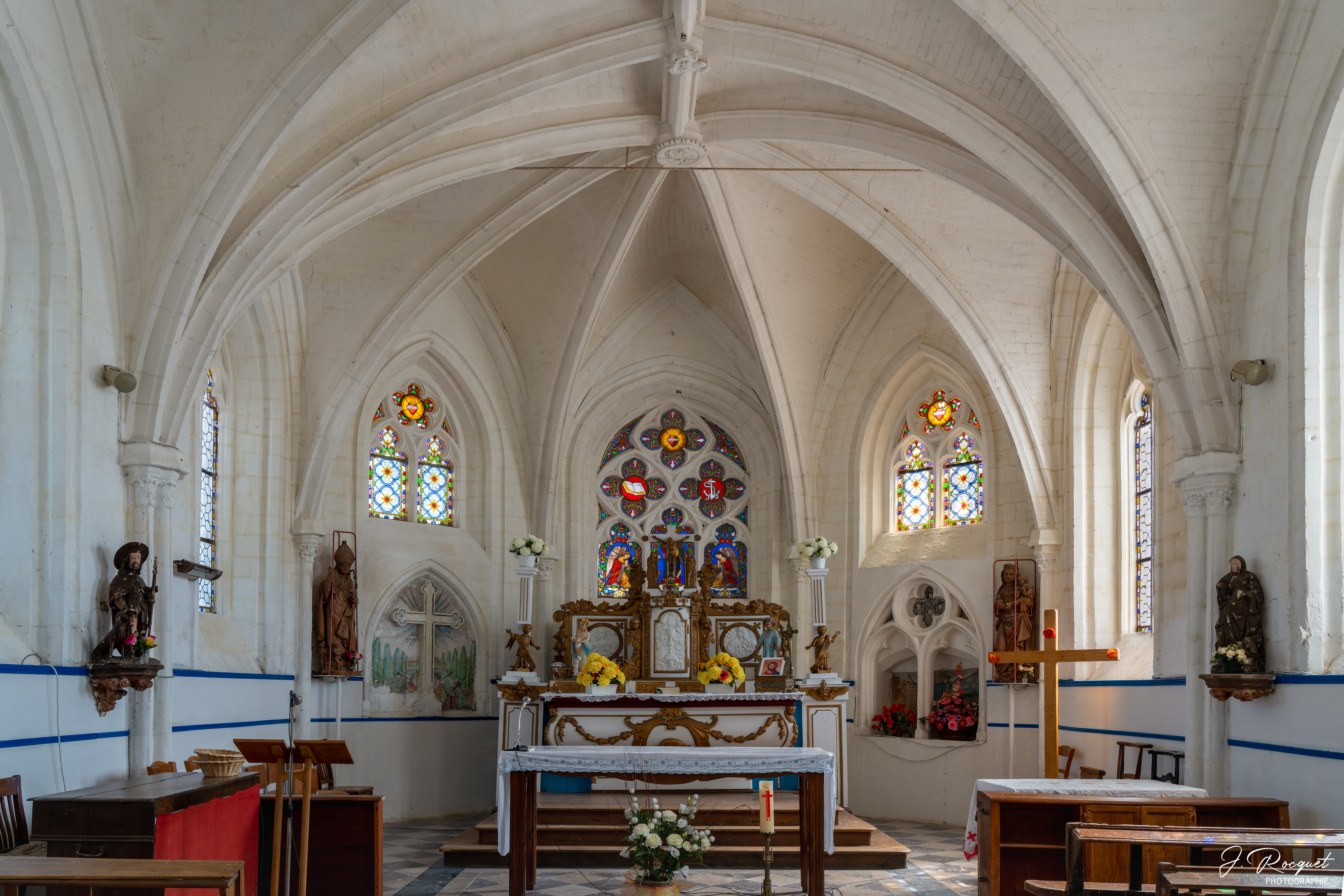
Détails du chœur.
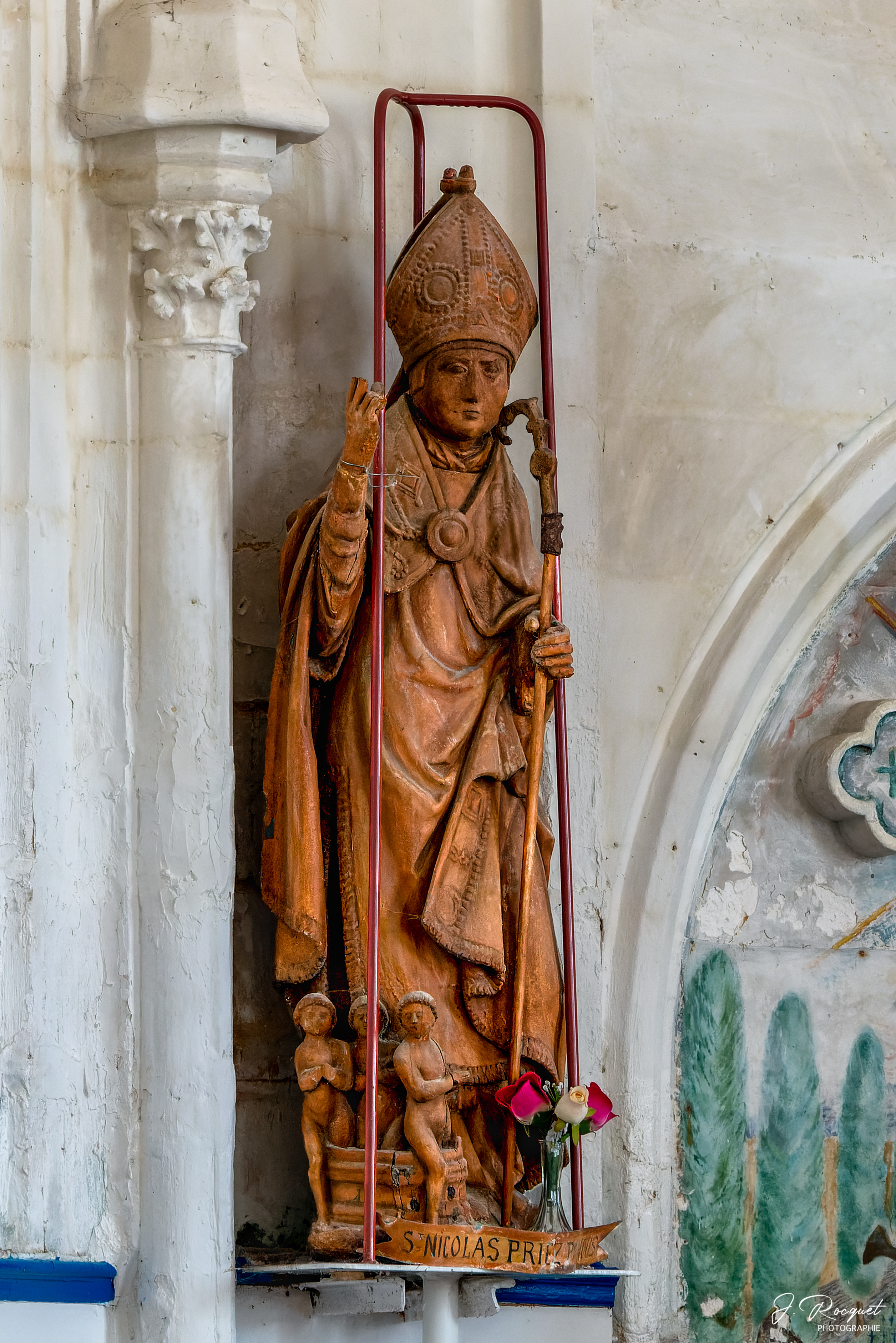
Saint Nicolas - Bois sculpté du XVIe siècle[38].

- Un ancien moulin à vent abandonné en altitude[39].
- Un ancien moulin à eau le long du Bras de Brosne.
- Un monument aux morts.

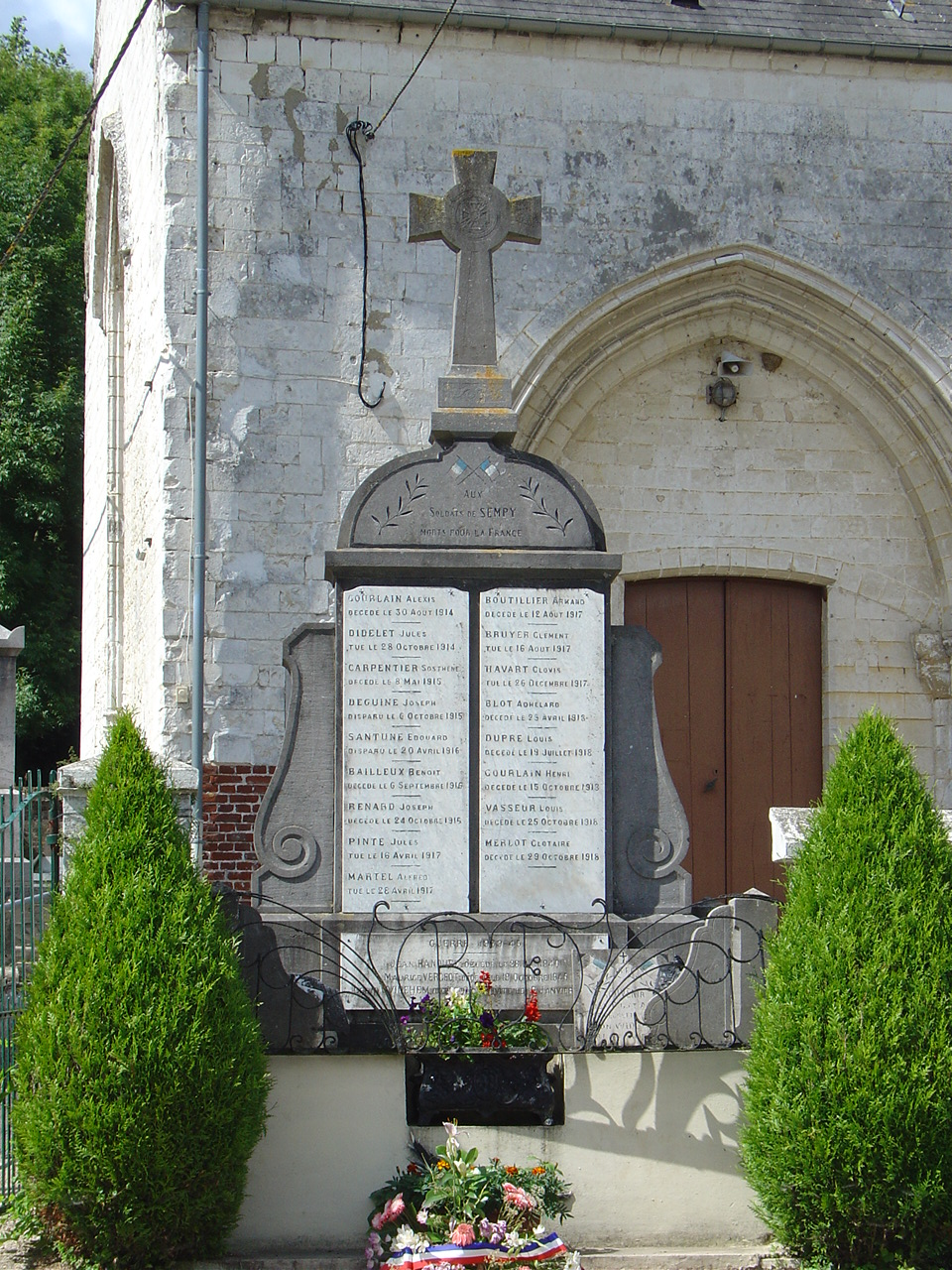
Le monument aux morts[40].

### Personnalités liées à la commune
- Émile Hecq (1924-2009), artiste peintre expressionniste, vécut à Sempy à partir de 1975.

### Héraldique
| Blason de Sempy | Blason  | D'argent aux trois fasces de gueules chargées chacune d'un maillet d'or. |
| Blason de Sempy | Détails | Adopté par la municipalité.                                              |

## Pour approfondir